# Ramatuelle
Ramatuelle là một xã ở tỉnh Var trong vùng Provence-Alpes-Côte d'Azur, Pháp. Xã này có diện tích 35,57 km², dân số năm 2006 là 2271 người. Xã này nằm ở khu vực có độ cao trung bình 146 mét trên mực nước biển. Danh xưng dân địa phương trong tiếng Pháp là Ramatuellois.

## Biến động dân số
| Năm | 1962 | 1968  | 1975  | 1982  | 1990  | 1999  | 2006  |
| --- | ---- | ----- | ----- | ----- | ----- | ----- | ----- |
| Dân số | 990  | 1 253 | 1 209 | 1 762 | 1 945 | 2 131 | 2 271 |
| From the year 1962 on: No double counting—residents of multiple communes (e.g. students and military personnel) are counted only once. |      |       |       |       |       |       |       |